# Les Deux Mondes (film, 2007)
Pour les articles homonymes, voir Deux mondes.
Pour plus de détails, voir Fiche technique et Distribution.
Les Deux Mondes est un film français réalisé par Daniel Cohen, sorti en 2007.

## Synopsis
Dans un monde parallèle à trois Soleils, dans le village de Bégameni, une petite tribu vit sous l'oppression d'un tyran nommé Zotan. Elle attend depuis longtemps que la prophétie se réalise et qu'un sauveur, venu d'un autre monde, vienne leur redonner leur liberté.
Au même moment, à Paris, dans notre monde, Rémy Bassano est un simple restaurateur d'œuvres d'art discret et sans histoires. Il est marié à Lucile avec laquelle il a eu deux enfants.
Un jour, alors que son atelier se retrouve complètement inondé et qu'il cherche désespérément à sauver tout ce qui peut l'être, il est aspiré et se retrouve projeté à Bégameni. Ce premier passage vers le monde parallèle n'est que de courte durée. Et ce n'est que le début de ses problèmes car sa femme va bientôt lui annoncer qu'elle le quitte ; son assureur lui annonce qu'il n'est pas couvert pour les dégâts constatés, etc. Rejeté de tous, il part chercher un peu de réconfort chez ses parents mais personne ne s'intéresse à ses malheurs et c'est là, en allant chercher du café pour ses frères et sœurs, qu'il se fait aspirer dans le sol et se retrouve de nouveau à Bégameni... où il est accueilli comme le libérateur tant espéré...

## Fiche technique
- Titre : Les Deux Mondes
- Réalisation : Daniel Cohen
- Scénario  : Daniel Cohen et Jean-Marc Culiersi
- Photographie : Laurent Dailland
- Musique : Richard Harvey
- Effets spéciaux numérique : BUF compagnie (Paris)
- Montage : Catherine Kelber-Michel
- Costumes : Chattoune et Fab
- Décors : Dan Weil
- Année : 2007
- Genre : comédie, fantasy
- Durée : 105 minutes
- Format :
- Pays de production :  France
- Date de sortie : 21 novembre 2007

## Distribution
- Benoît Poelvoorde : Rémy Bassano
- Natacha Lindinger : Lucile
- Michel Duchaussoy : Mutr Van Kimé
- Daniel Cohen : Rimé Kiel
- Pascal Elso : Serge Vitali
- Arly Jover : Delphine
- Augustin Legrand : Kerté / Zoran
- Mathias Mlekuz : Bali
- Zofia Moreno : Cara
- Catherine Mouchet : La libraire
- Florence Loiret Caille : Omi
- Stefano Accorsi : Antoine Geller
- Baptiste Jaubert : Théo
- Nova-Louna Castano : Lisa
- Laurent Labasse : Terrassier 1
- Henri Payet : Bago

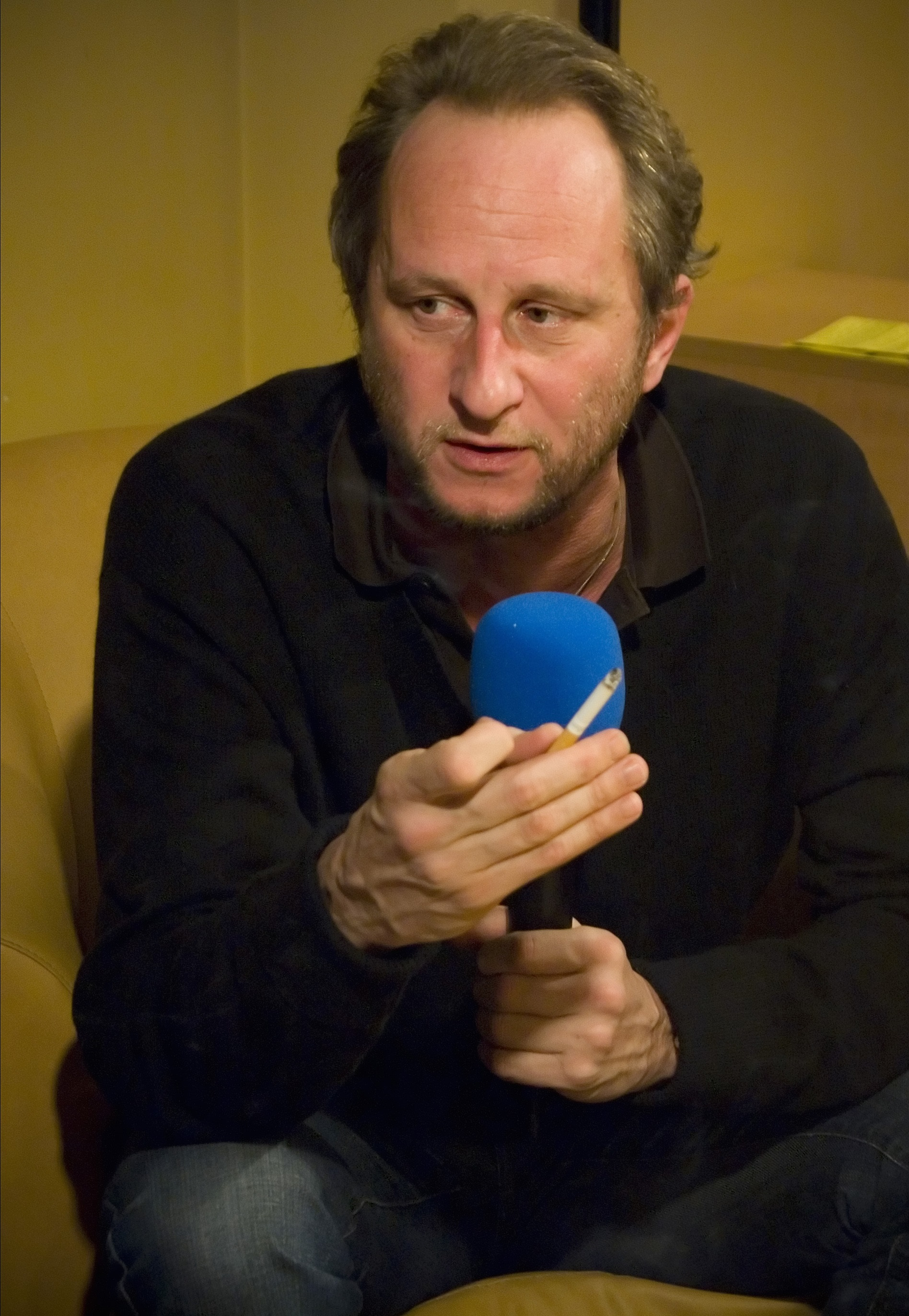
La tête d'affiche Benoît Poelvoorde en 2007.

- Catherine Ferran : Jeanne Bassano - La mère de Rémy
- Husky Kihal : Type en survêtement
- Michelle Goddet : Docteur Nathalie Bègue
- Jean-Marc Culiersi : Monsieur Beaumont ANPE
- Michaël Vander-Meiren : Convoyeur 1
- Gilles Masson : Convoyeur 2
- Bernard Waver : Louis Bassano - Le père de Rémy
- Serge Larivière : Loubé
- Audrey Fleurot : Boubs
- Nora Arnezeder : Lyri
- Marisa Fischer : Minia
- Nicolas Bienvenu : Pierre Eric Demazure
- Jean-Pierre Granet : Maître Gandin
- Marie Parouty : Maître Juliette Bivel
- Jean-Claude Durand : Monsieur Chevreau
- Philippe Suner : Maître Drouin
- Frédéric Constant : Le médecin
- Dominique Hulin : Soldat forêt 1
- Nicolas Bridet : Richo
- Ali Karamoko : Terrassier 1
- Stéphane Jourdier : L'automobiliste
- Philippe Manesse : Le taxi
- Anton Vorster : Soldat forêt 2
- Guillaume Guenot : Pompier atelier 1
- Bernard Quéré : Pompier atelier 2
- Vincent Gaeta : Pompier camionnette 1
- Raphaél Janvier : Pompier camionnette 2
- Thibault Vinçon : Simon Bassano - Le frère de Rémy
- Serge Noël : Marcel Bassano
- Nina Morato : Evelyne Bassano
- Agnès Akopian : Mathilde Bassano
- Christine Kay : Nathalie Bassano
- Philippe Guinet : Fabien Bassano
- Valérie de Monza : Margot Bassano
- Pierre Tourette : Jean Louis le serveur
- Olivier Girardot : Monsieur Claude Bertrand
- Vincent Urbain : Habitant
- Jessica Anstey : Jana
- Philippe Gaudry : Victor
- Thierry Nenez : Sacha
- Romain Verley : Journaliste LCI
- Jane Villenet : Animatrice FIP

## Box-office
| Film            | Box-Office France | Box-Office Etranger | Total             |
| Les Deux Mondes | 412 745 entrées   | 1 291 088 entrées   | 1 703 833 entrées |

- Le film, sorti en mars 2009, a connu un gros succès en Chine, avec plus de 1 million d'entrées dans les salles chinoises[2].